# Municipio de Perry (Illinois)
El municipio de Perry (en inglés: Perry Township) es un municipio ubicado en el condado de Pike en el estado estadounidense de Illinois. En el año 2010 tenía una población de 594 habitantes y una densidad poblacional de 6,16 personas por km².

## Geografía
El municipio de Perry se encuentra ubicado en las coordenadas 39°47′56″N 90°44′7″O / 39.79889, -90.73528. Según la Oficina del Censo de los Estados Unidos, el municipio tiene una superficie total de 96.4 km², de la cual 96,38 km² corresponden a tierra firme y (0,03 %) 0,03 km² es agua.

## Demografía
Según el censo de 2010, había 594 personas residiendo en el municipio de Perry. La densidad de población era de 6,16 hab./km². De los 594 habitantes, el municipio de Perry estaba compuesto por el 99,49 % blancos, el 0,34 % eran afroamericanos y el 0,17 % eran de una mezcla de razas. Del total de la población el 0,17 % eran hispanos o latinos de cualquier raza.